# Rescloses de Panamà

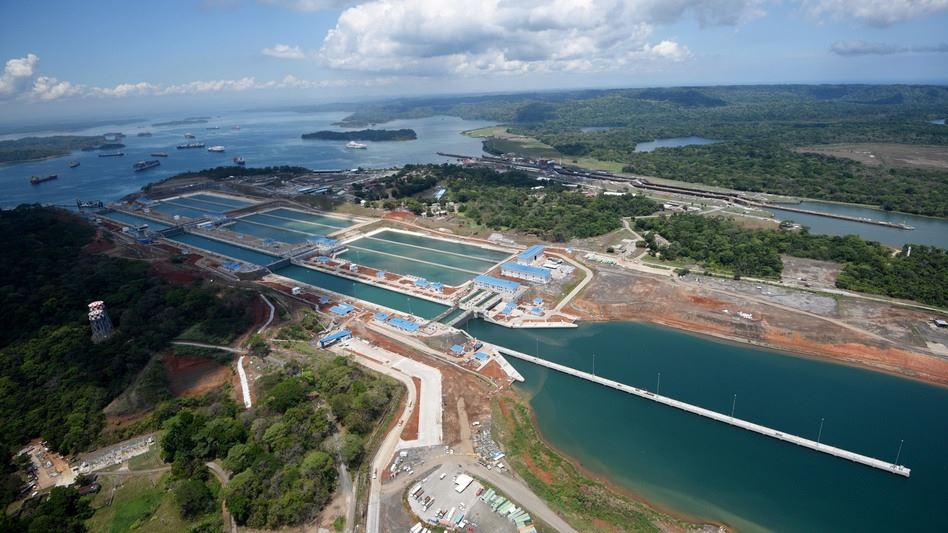
Les rescloses d'Agua Clara, mirant al nord cap a l'oceà Atlàntic.

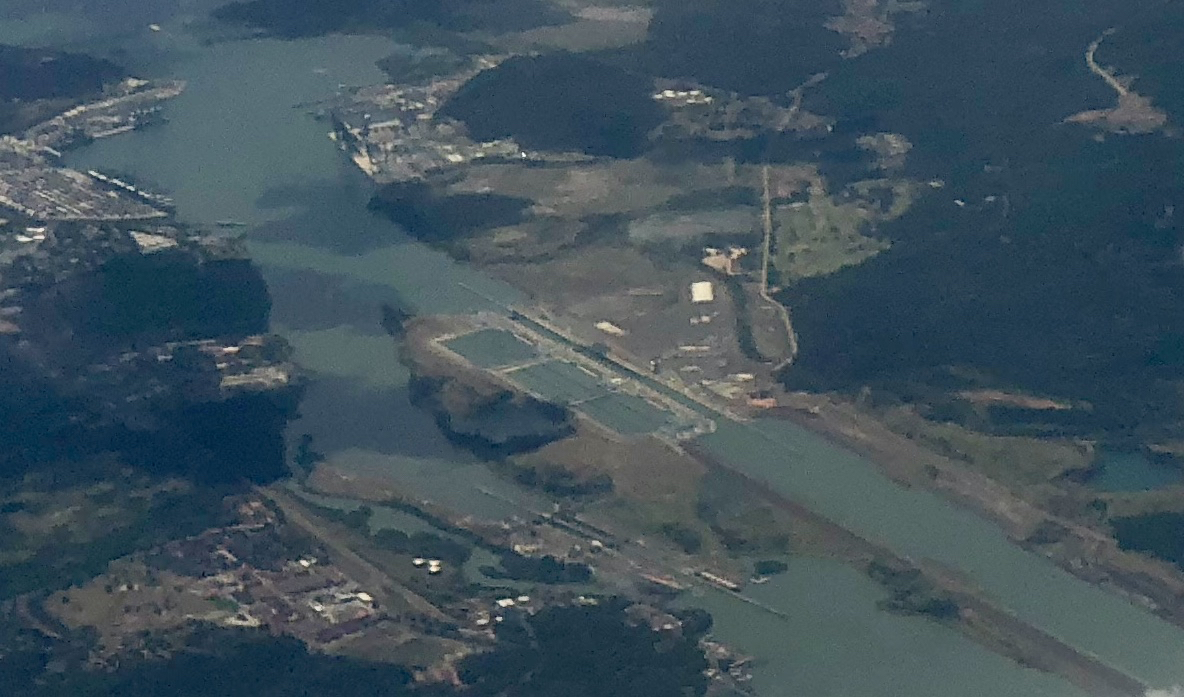
Les rescloses de Cocoli, mirant al sud cap a l'oceà Pacífic.

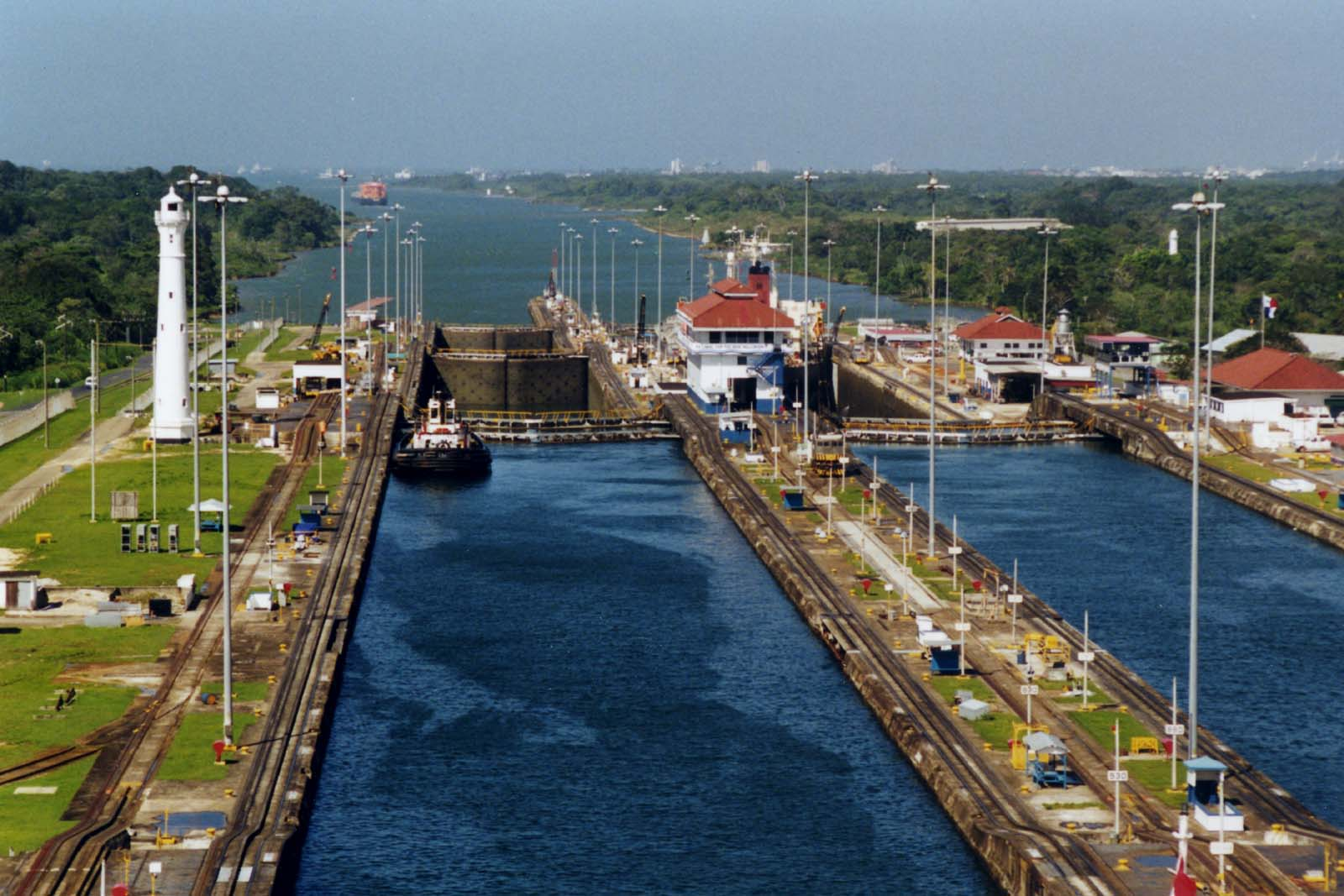
Les rescloses de Gatun, mirant al nord cap a l'oceà Atlàntic.

Les rescloses del Canal de Panamà són un sistema de resclosa que aixeca els vaixells 26 metres fins a l'elevació principal del canal de Panamà, el nivell del llac Gatún, i els torna a baixar. El canal original tenia un total de sis graons (tres amunt, tres avall) per al pas d'un vaixell. La longitud total de les estructures de la resclosa, incloses les parets d'aproximació, és de més de 1.9 milles (3 km) . Les rescloses van ser una de les obres d'enginyeria més grans que s'han fet mai quan es van obrir l'any 1914. No es va dur a terme cap altra construcció de formigó de mida comparable fins a la presa Hoover, als anys trenta
Hi ha dos carrils de trànsit independents, ja que cada resclosa està construïda doble. La mida de les rescloses originals limita la mida màxima dels vaixells que poden transitar pel canal; aquesta mida es coneix com a Panamax . La construcció del projecte d'ampliació del Canal de Panamà, afegint un tercer conjunt de rescloses, va començar el setembre de 2007, va acabar el maig de 2016 i va començar a operar comercialment el 26 de juny de 2016. Els nous rescloses permeten el trànsit de vaixells més grans, New Panamax, que tenen una capacitat de càrrega més gran que la que eren capaços de manejar les rescloses anteriors.

## Disseny

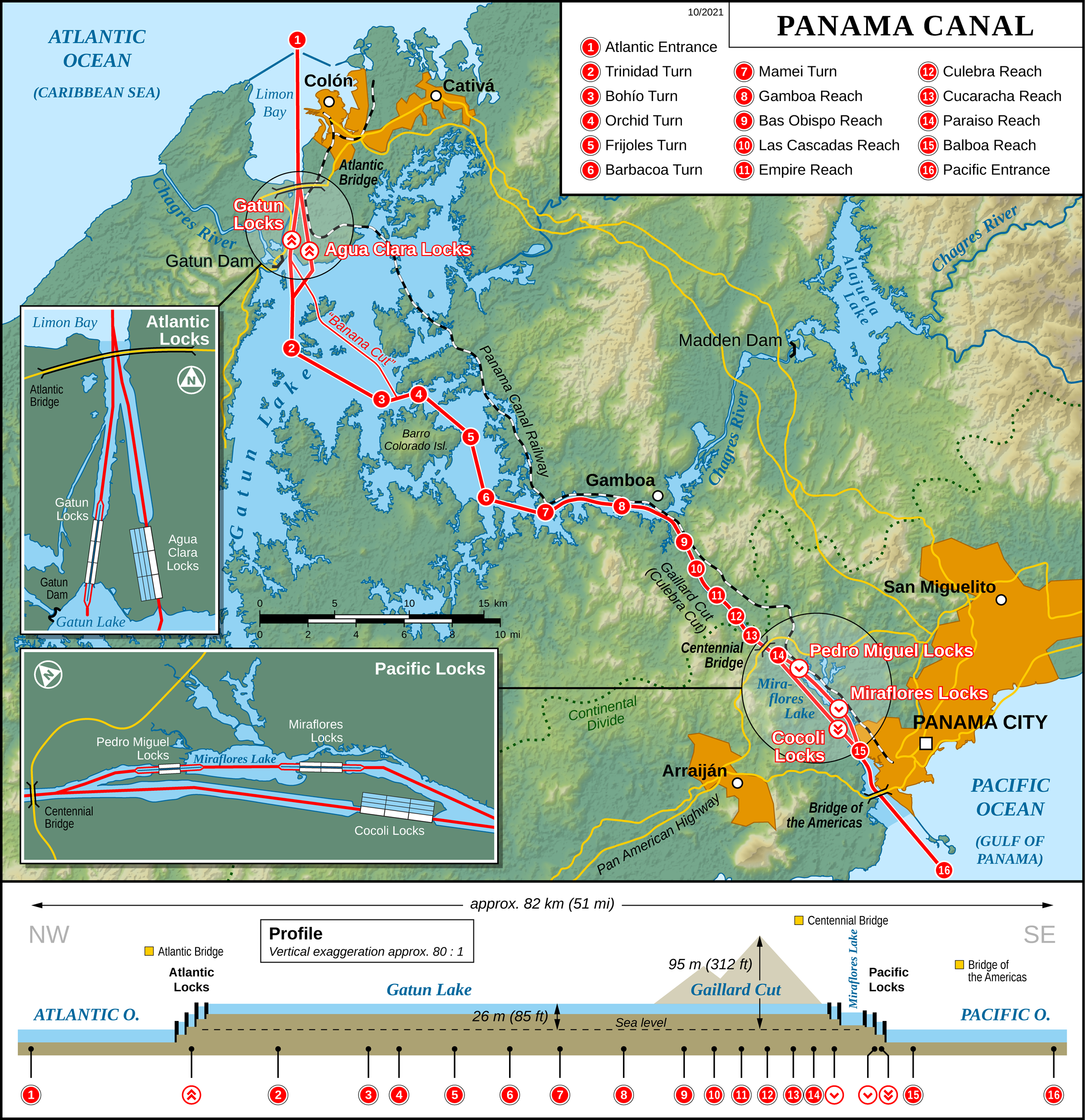
Seqüència de rescloses i passos pels quals transita un vaixell mentre creua el canal de Panamà.

i un sol vol a Pedro Miguel aixequen els vaixells del Pacífic fins al llac Gatún ; després un vol triple a Gatún els baixa cap al vessant atlàntic. Els tres jocs de rescloses estan emparellats; és a dir, hi ha dos vols paral·lels de rescloses a cadascun dels tres llocs de resclosa. Això, en principi, permet que els vaixells passin en direccions oposades simultàniament; tanmateix, els vaixells grans no poden creuar amb seguretat a velocitat al tall Culebra, de manera que a la pràctica els vaixells passen en una direcció durant un temps, després en l'altra, utilitzant els dos "carrils" de les rescloses en una direcció alhora. En aquest patró d'ús, les rescloses aparellats ofereixen redundància durant el manteniment o en cas de problemes mecànics.
Les cambres de la resclosa són 110 ft (33.53 m) d'amplada per 1,050 ft (320 m) llarg, amb una longitud útil de 1,000 ft (305 m). Aquestes dimensions determinen la mida màxima dels vaixells que poden utilitzar el canal; aquesta mida es coneix com a Panamax. La sustentació total (la quantitat en què s'aixeca o baixa un vaixell) en els tres passos de les rescloses de Gatún és de 85 ft (25.9 m) ; l'ascensor de les rescloses de Miraflores de dos graons és 54 ft (16 m) . Les rescloses Pedro Miguel d'un sol pas tenen un ascensor de 31 ft (9.4 m) . L'ascensor de Miraflores varia en realitat a causa de les marees extremes al costat del Pacífic, entre 43 ft (13 m) amb marea alta extrema i 64.5 ft (20 m) amb marea baixa extrema; les diferències de marea al vessant atlàntic són molt petites. :195ff
Les cambres de resclosa són estructures massives de formigó. Les parets laterals són de 45 a 55 ft (14 a 17 m) gruixuda a les bases; cap a la part superior, on cal menys força, es redueixen en passos fins a 8 ft (2.4 m) . La paret central entre les cambres és de 60 ft (18 m) gruixuda i alberga tres galeries que recorren tota la seva longitud. El més baix d'aquests és un túnel de drenatge; a sobre hi ha una galeria per al cablejat elèctric; i cap a la part superior hi ha un passadís que permet als operaris accedir a la maquinària de la resclosa.

## Rescloses de Gatún
Les rescloses de Gatún es troben al costat atlàntic immediatament després del canal d'aproximació, que transporta els vaixells amb tres cambres de resclosa adossades de 25,9. metres (85 peus) sobre el nivell del mar del Llac Gatun . Els vaixells van d'una cambra de resclosa directament a la següent, la comporta superior d'una cambra també és la comporta inferior de la següent cambra. El rang de marea al canal d'accés és només de 0,6 metres i, per tant, gairebé no té cap influència en el funcionament de la resclosa. El nivell del llac Gatún també puja fins a un màxim de 26,5 metres (87') sobre el nivell del mar, així doncs, la cambra superior de la resclosa ha de poder arribar fins aquesta alçada. Per tant, cada una de les tres cambres ha de superar un desnivell d'elevació o baixada d'uns nou metres.

## Rescloses d'Agua Clara
Les rescloses d'Agua Clara són les rescloses de la mida Neo-Panamax al costat atlàntic del canal. El sistema de rescloses, construït com a resclosa econòmica, es troba una mica a l'est de les rescloses de Gatún i consta de tres cambres de resclosa consecutives amb tres dipòsits d'estalvi cada una. Al sud, el sistema de rescloses arriba directament al llac Gatún, al nord hi ha un canal d'accés que juntament amb el canal d'accés de les rescloses de Gatún desemboca a la Bahía Limón

## Rescloses de Pedro Miguel
Les rescloses de Pedro-Miguel es troben a la sortida del Culebra Cut al costat del Pacífic amb només "una cambra de resclosa" amb ella les rescloses de Pedro-Miguel han de superar un desnivell de 9,5 metres (31').

## Rescloses de Miraflores

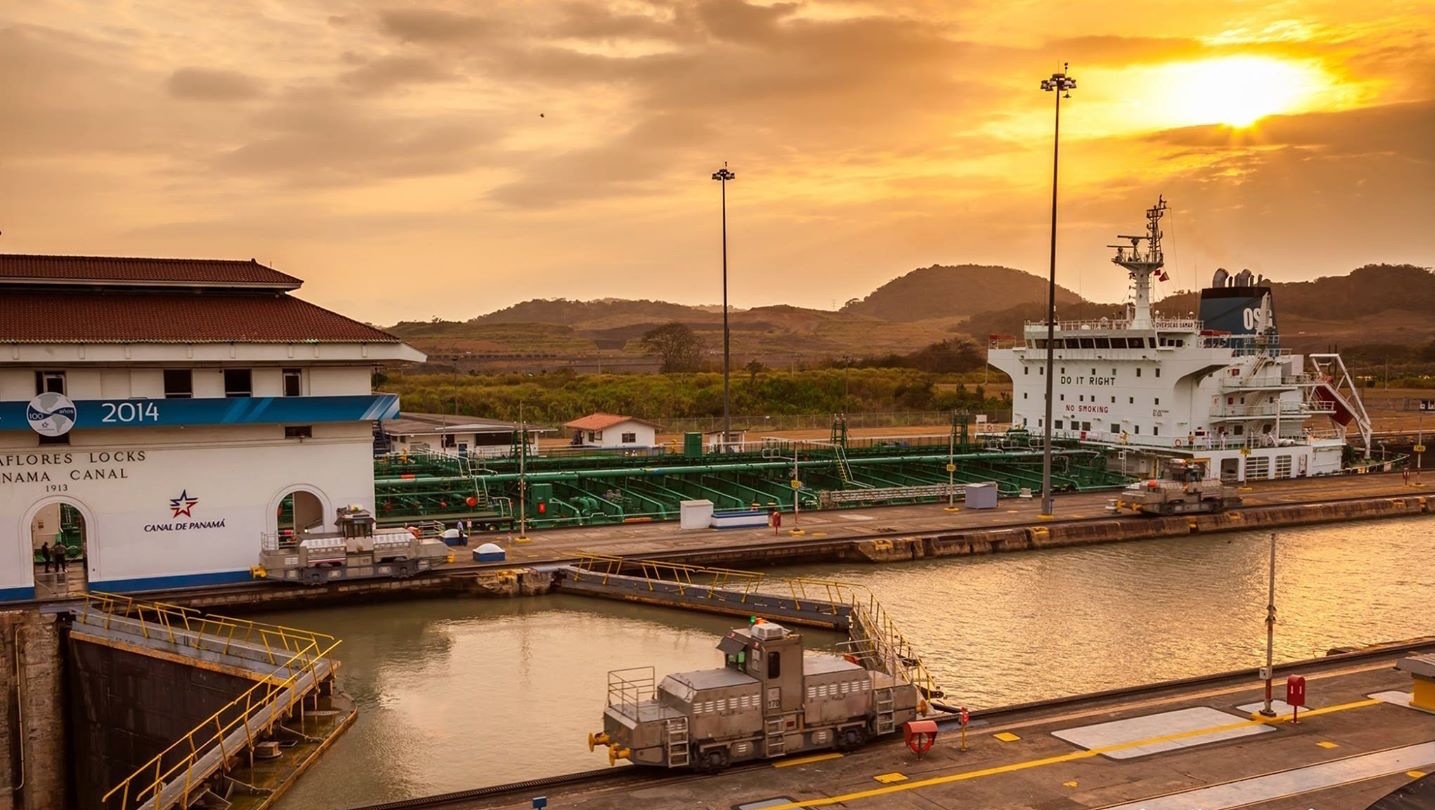
rescloses de Miraflores

Les rescloses de Miraflores es troben al costat del Pacífic al canal d'aproximació local amb "dues cambres de resclosa adossades" i una elevació total nominal de 16,5 metres (54') . Tanmateix, el nivell mitjà de l'aigua del Pacífic és d'uns 20 Centímetres més alt que el de l'oceà Atlàntic a les rescloses de Gatun i el rang de marea és de fins a 6,55 metres. Per tant, les rescloses de Miraflores han de superar un desnivell mínim de 13 metres i com a màxim de gairebé 20 metres (65').

## Rescloses de Cocolí
Les rescloses de Cocolí són de la mida Neo-Panamax al costat del Pacífic i es troben just al sud de les rescloses de Miraflores. Igual que les rescloses d'Agua Clara, són rescloses d'estalvi i consten de "tres cambres de resclosa" situades una darrere l'altra juntament amb les corresponents dipòsits d'estalvi nou en total (tres per a cada cambra)

## Ompliment i drenatge

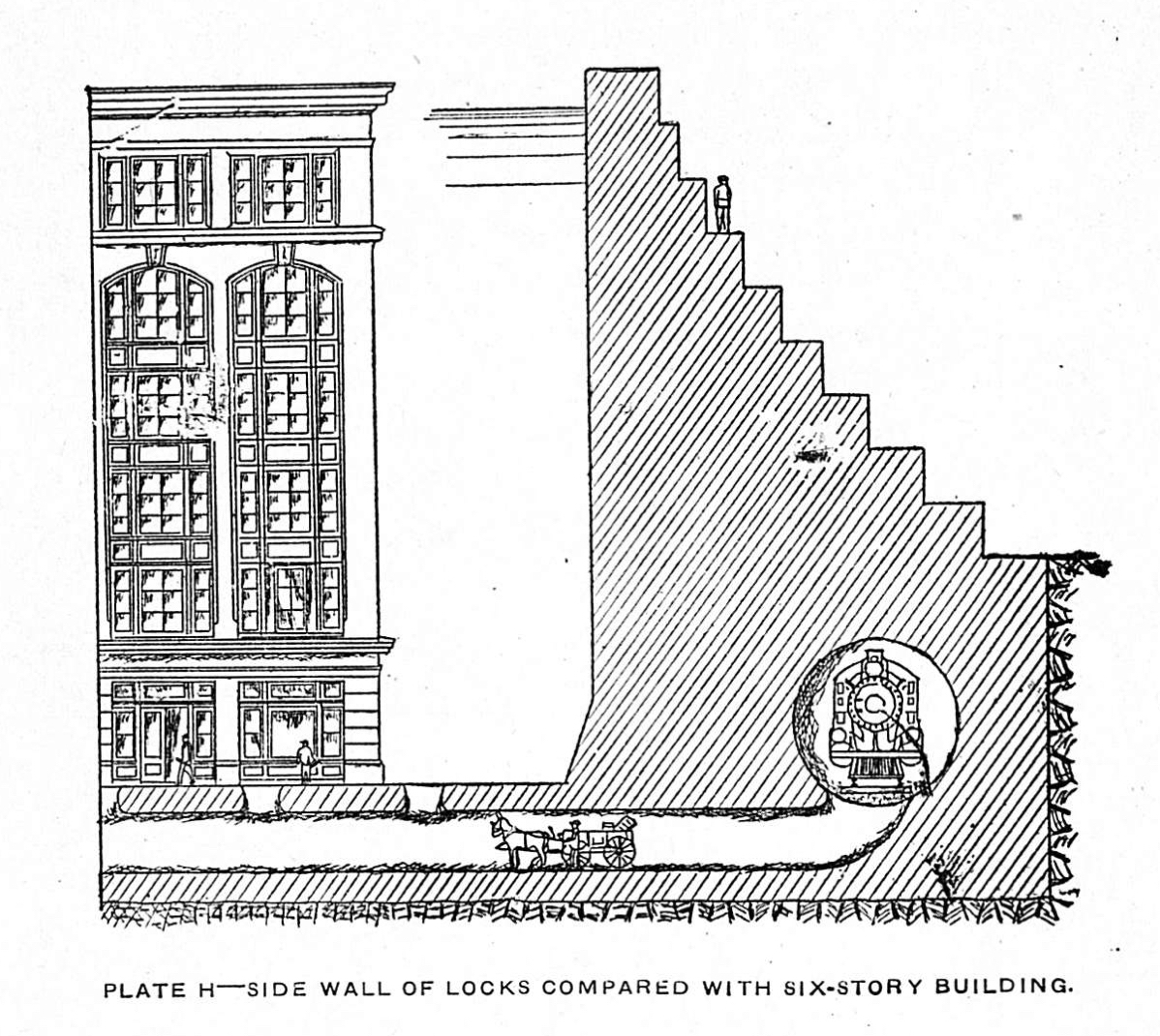
Mur lateral de rescloses en comparació amb un edifici de sis pisos

Cada cambra de resclosa requereix 26,700,000 US gal (101,000 m3) d'aigua per omplir-lo de la posició baixa a la posició elevada; s'ha de drenar la mateixa quantitat d'aigua de la cambra per tornar-la a baixar. Encastats a les parets laterals i centrals hi ha tres grans embornals d'aigua que serveixen per portar l'aigua del llac a les cambres per pujar-les, i de cada cambra a la següent, o fins al mar, per baixar-les. Aquests embornals comencen amb un diàmetre de 22 ft (6.71 m) i reduir a 18 ft (5.49 m) de diàmetre, prou gran per acollir un tren. Els embornals creuats es bifurquen d'aquests embornals principals, passant per sota de les cambres de la resclosa fins a les obertures dels pisos. A cada cambra hi ha catorze embornals creuats, cadascun amb cinc obertures; set embornals transversals de la paret lateral s'alternen amb set embornals de la paret central.
L'aigua es mou per gravetat i és controlada per grans vàlvules a les embornals. Cada embornal creuat està controlat de manera independent. Una cambra de resclosa es pot omplir en tan sols deu minuts.

## Comportes

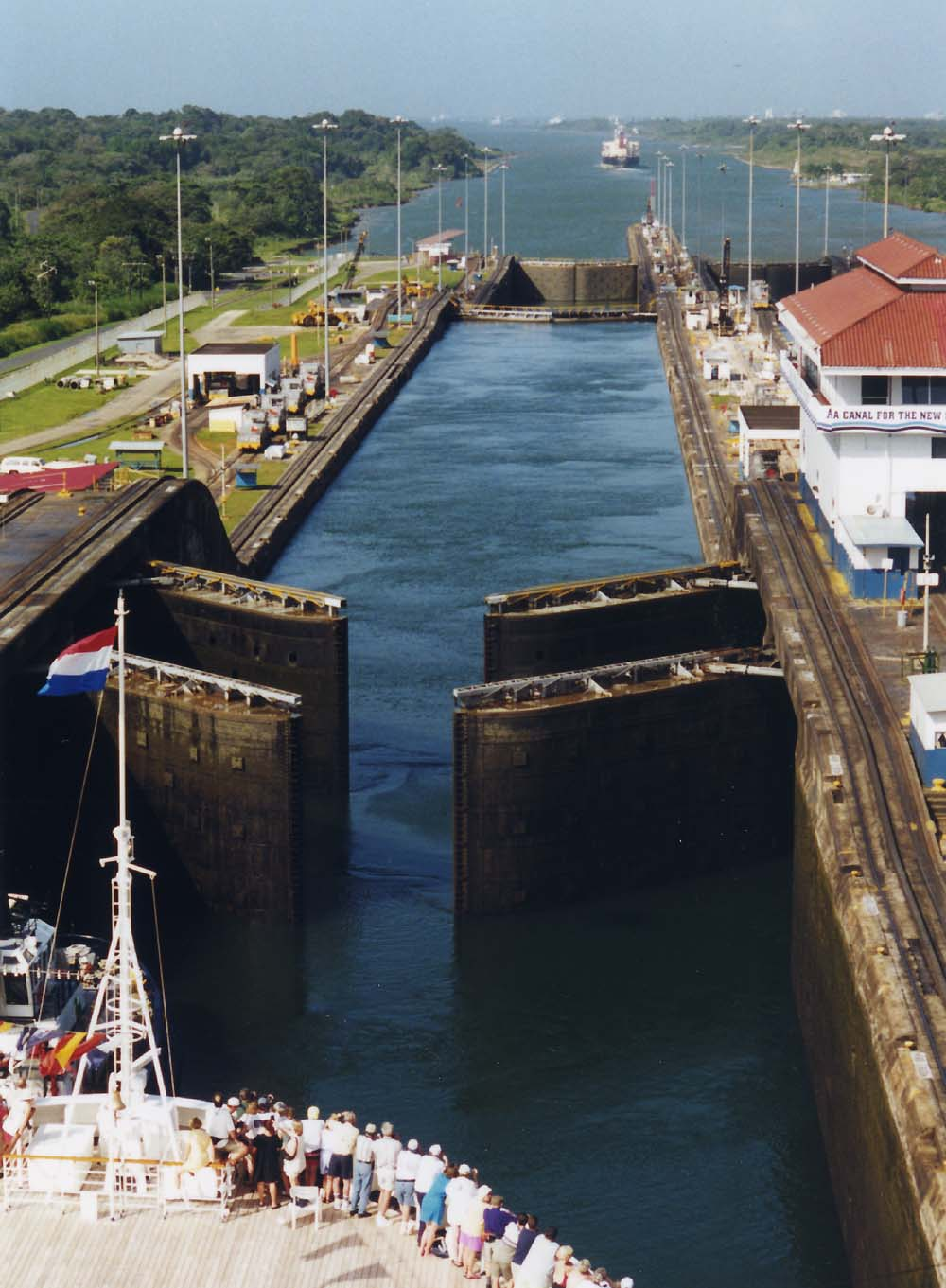
Les comportes de les rescloses de Gatún s'obren per a un creuer que baixa cap a l'extrem caribeny del canal. Les comportes dels dos extrems de la cambra superior es doblen per seguretat.

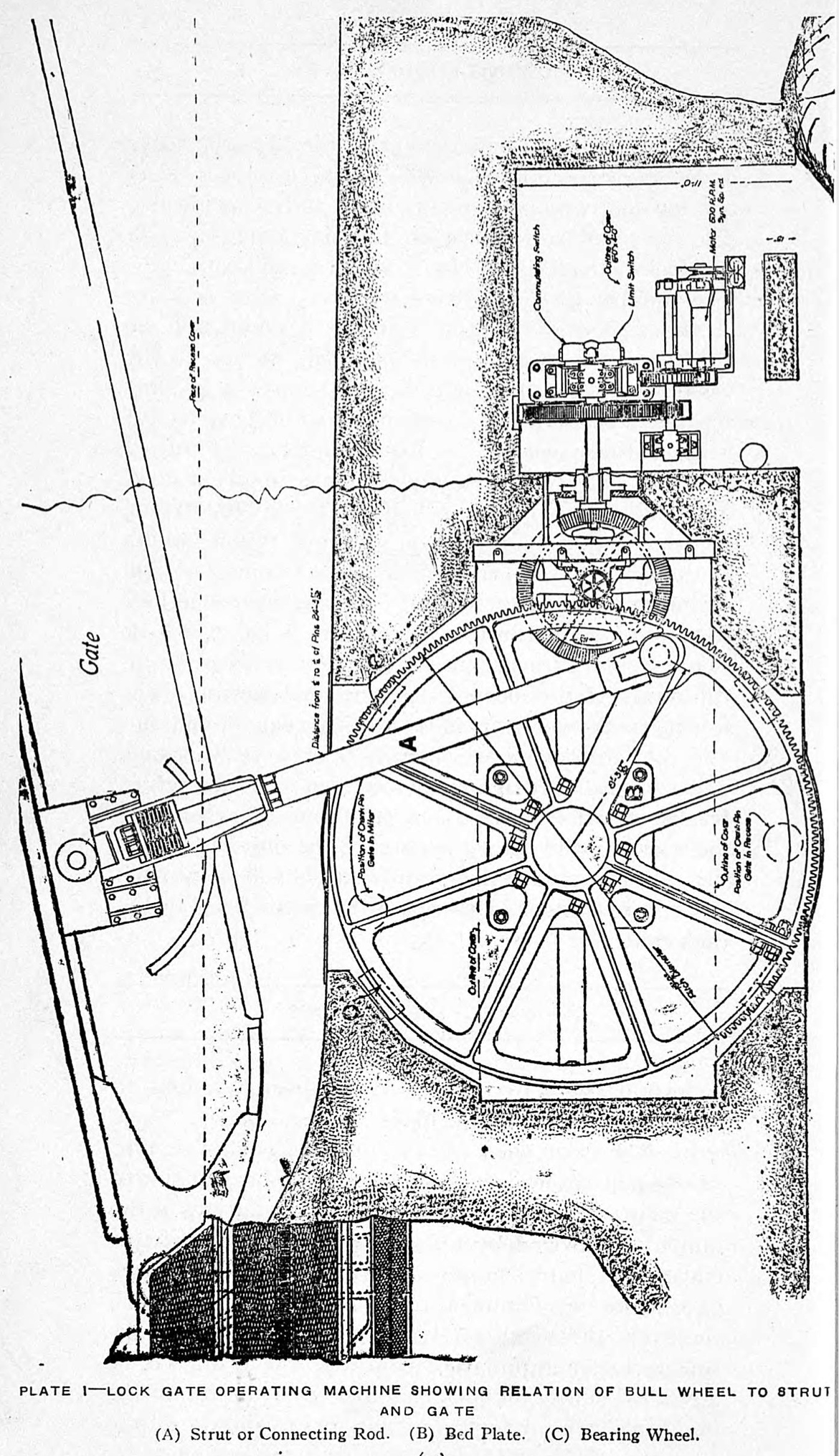
Màquina operativa de comportes

Les comportes que separen les cambres en cada tram de rescloses han de retenir un pes considerable d'aigua i han de ser prou fiables i resistents per suportar accidents, ja que la fallada d'una porta podria desencadenar una riuada d'aigua aigües avall. Aquestes comportes van de 47 a 82 ft (14.33 a 24.99 m) alt, segons la posició, i són 7 ft (2.13 m) gruixuda. Les comportes més altes es troben a Miraflores, a causa de la gran amplitud de marea que hi ha. Les fulles més pesades pesen 662 t (730 tones short; 652 tones long) ; les frontisses en si pesen 16.7 t (36,817 lb) . Cada porta té dues fulles, 65 ft (19.81 m) ample, que s'aproxima a una forma de "V" amb el vèrtex aigües amunt. Aquesta disposició té l'efecte que la força de l'aigua del costat més alt empeny els extrems de les comportes junts amb fermesa. Les comportes només es poden obrir quan, en el cicle de funcionament, el nivell d'aigua a ambdós costats és igual.
La maquinària original de la porta consistia en una enorme roda motriu, accionada per un motor elèctric, a la qual s'acoblava una biela, que al seu torn s'acoblava al mig de la porta. Les comportes són buides i flotants, com el buc d'un vaixell, i estan tan ben equilibrades que dos 19 kW (25 hp) els motors són suficients per moure cada fulla de la porta. Si un motor falla, l'altre encara pot operar la porta a velocitat reduïda.
Totes les cambres menys una contenen un parell de comportes auxiliars, que es poden utilitzar per dividir la cambra en dos. Aquest disseny permet el trànsit de vaixells més petits de menys de 600 ft (183 m) llargs, com els remolcadors de canal, sense utilitzar tota la quantitat d'aigua. Les comportes auxiliars es van incorporar originalment perquè la majoria aclaparadora de tots els vaixells de principis de 1900 eren menys de 600 ft (183 m) llarg i, per tant, no necessitava tota la longitud de la cambra de la resclosa.

## Mules
Des del primer moment, es va considerar un element de seguretat important que els vaixells fossin guiats per les cambres de la resclosa per les locomotores elèctriques, conegudes com mules (mules, anomenades així pels animals que tradicionalment travessen l'istme de Panamà), que circulaven per les parets de la resclosa. Aquestes mules s'utilitzen per al control de costat i de frenada a les rescloses, que són estretes en relació amb els vaixells actuals. El moviment cap endavant i a través de les rescloses el proporcionen realment els motors del vaixell i no les mules. Un vaixell que s'acosta a les rescloses s'estira primer cap a la paret guia, que és una prolongació de la paret central de les rescloses, on és controlada per les mules de la paret abans d'entrar a la resclosa. A mesura que avança, es porten línies addicionals a les mules de l'altra paret. Amb vaixells grans, hi ha dues mules a cada costat a la proa i dues a cada costat a la popa, vuit en total, que permeten un control precís del vaixell. Les mules no s'utilitzen als nous rescloses d'expansió.
Les mateixes mules corren amb 5 pares peus vies de ferrocarril de via ample . La via més propera al canal s'utilitza per al remolc i disposa de vies de cremallera per a l'operació engranada. La pista de l'interior s'utilitza per tornar les mules al seu punt de partida i no disposa de bastidors excepte en els forts pendents entre cambres de resclosa. :23La tracció és per energia elèctrica, subministrada a través d'un tercer carril col·locat per sota del nivell de la superfície al costat terrestre. Cada mula té un cabrestant potent; aquests s'utilitzen per agafar cables o pagar-los per mantenir el vaixell centrat a la resclosa mentre el mou de cambra a cambra. :23

## Característiques de seguretat
Una fallada de les rescloses —per exemple, provocada pel fet que un vaixell sense control toqués contra una porta— podria desencadenar una inundació als terrenys aigües avall de les rescloses, ja que l'estany que hi ha a sobre de les rescloses (estany Gatún o llac Miraflores ) desguassa pel sistema de rescloses. Una precaució addicional contra això es proporciona duplicant les comportes als dos extrems de la cambra superior a cada trama de rescloses; per tant, sempre hi ha almenys dues comportes a cada trama de rescloses que haurien de fallar per permetre que el nivell més alt d'aigua passi riu avall. Les comportes addicionals estan separades 70 ft (21 m) de les comportes operatives.

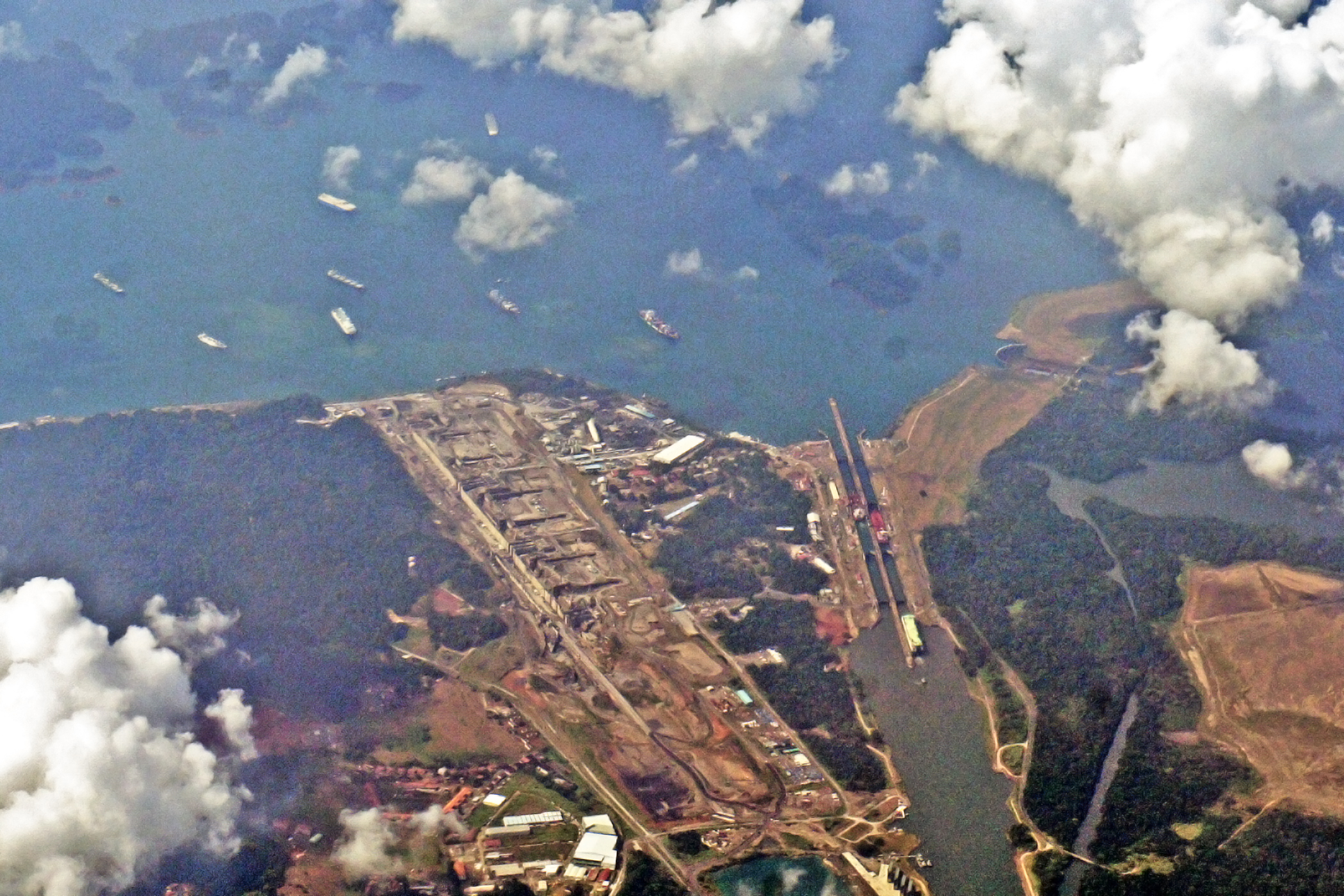
Vista aèria de les rescloses de Gatún, Canal de Panamà. A dalt, diverses embarcacions que esperen al llac Gatún per creuar les rescloses. A la part inferior hi ha el canal de sortida a l'oceà Atlàntic (mar Carib). A l'esquerra de les rescloses existents, la zona de construcció del nou conjunt de rescloses amb cambres d'estalvi d'aigua forma part del projecte d'ampliació del Canal de Panamà que es va obrir al trànsit el juny de 2016.

Originalment, les rescloses també tenien barreres de cadena, que s'estiraven a través de les cambres de la resclosa per evitar que un vaixell es quedés sense control i xoqués amb una porta, i que es baixaven al terra de la resclosa per permetre el pas del vaixell. Aquestes cadenes de defensa presentaven mecanismes de frenada elaborats per permetre aturar amb seguretat un vaixell de fins a 10.000 tones. No obstant això, atès el control precís dels vaixells que permeten les mules, era molt poc probable que aquestes cadenes fossin mai utilitzades. Amb molts usuaris moderns del canal que pesaven més de 60.000 tones, i donada la despesa de manteniment, el nombre de cadenes de defensa es van reduir el 1976 i finalment es van retirar el 1980.
Més enllà d'això, el disseny original de les rescloses tenia una altra característica de seguretat, preses d'emergència que es podien girar a través de les rescloses a l'extrem superior de cada vol. Aquests consistien en ponts basculants, des dels quals es baixaven bigues fins al terra de la resclosa; Les persianes d'acer es podien baixar per aquestes bigues per bloquejar el flux d'aigua. Mai utilitzats, es van retirar als anys 50.
A finals de la dècada de 1930, les preses originals van ser substituïdes per noves preses, que es van aixecar de les ranures de la part inferior de les cambres de la resclosa, ja sigui hidràulicament o per aire comprimit. Les noves preses es van retirar a finals de la dècada de 1980 i avui no hi ha preses d'emergència.

## Controls
Atès que tots els equips de resclosa s'accionen elèctricament, el procés de tancar un vaixell cap amunt o cap avall es pot controlar des d'una sala de control central, que es troba a la paret central del vol superior de rescloses. Els controls es van dissenyar des del principi per minimitzar la possibilitat d'error de l'operador i inclouen un model complet de les rescloses, amb components mòbils que reflecteixen l'estat de les comportes i vàlvules reals de la resclosa. D'aquesta manera, l'operador pot veure exactament en quin estat es troben les rescloses i les vàlvules d'aigua. Els enclavaments mecànics estan integrats als controls per assegurar-se que cap component es pot moure mentre un altre està en un estat incorrecte, per exemple, obrir el desguàs i omplir les vàlvules d'una cambra de resclosa simultàniament.

## Construcció
La construcció de les rescloses va començar amb el primer bloc de formigó col·locat a Gatún, el 24 d'agost de 1909, per l'empresa de Filadèlfia Day &amp; Zimmermann (abans coneguda com Dodge & Day).
Les rescloses de Gatún estan construïdes en un tall fet en un turó que voreja el llac, que va requerir l'excavació de 5,000,000 iardes cúbiques (3,800,000 metres cúbics) de material, majoritàriament roca. Els mateixos rescloses eren de 2,046,100 cu yd (1,564,000 m3) de formigó.
La quantitat de material necessari per a la construcció de les rescloses va requerir unes mesures àmplies per a la manipulació de la pedra i el ciment. La pedra es va portar de Portobelo a les rescloses de Gatún, mentre que els treballs al costat del Pacífic utilitzaven pedra extreta del turó d'Ancon.
Es van construir enormes telefèrics per transportar formigó a la construcció de Gatún. 85 ft (26 m) es van construir torres altes a la vora del canal, i cables de 2.5 in (6 cm) es van enfilar filferro d'acer entre ells per abastar les rescloses. Les galledes que corrien per aquests cables transportaven fins a sis tones de formigó alhora als rescloses. Els ferrocarrils elèctrics es van construir per portar pedra, sorra i ciment des dels molls fins a les màquines de mescla de formigó, des d'on un altre ferrocarril elèctric portava dues galledes de 6 tones alhora fins als telefèrics. Les construccions més petites de Pedro Miguel i Miraflores utilitzaven grues i locomotores de vapor d'una manera similar.
Les rescloses del costat del Pacífic es van acabar primer: el senzill a Pedro Miguel el 1911 i Miraflores al maig de 1913.
El remolcador Gatún, un remolcador de treball a l'entrada de l'Atlàntic utilitzat per transportar barcasses, va fer el primer bloqueig de prova de les rescloses de Gatún el 26 de setembre de 1913. El tancament va anar perfectament, tot i que totes les vàlvules es controlaven manualment ja que el quadre de control central encara no estava a punt.

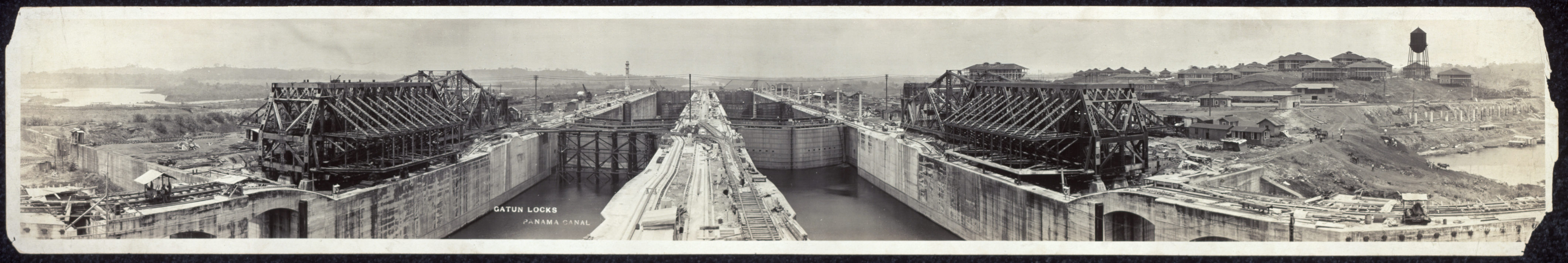
Rescloses de Gatún en construcció, cap al 1913

## Galeria d'imatges

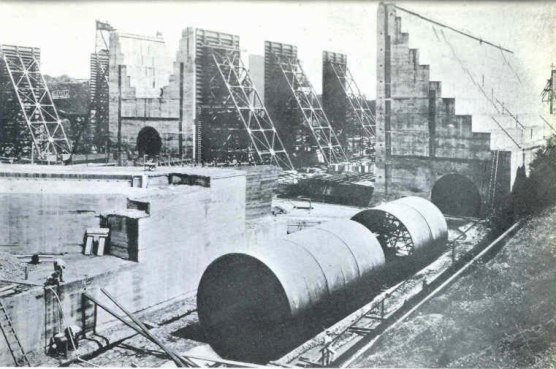
Les principals formes de clavegueram es veuen en primer pla aquí durant la construcció; darrera es veuen les formes de muralla altíssimes.
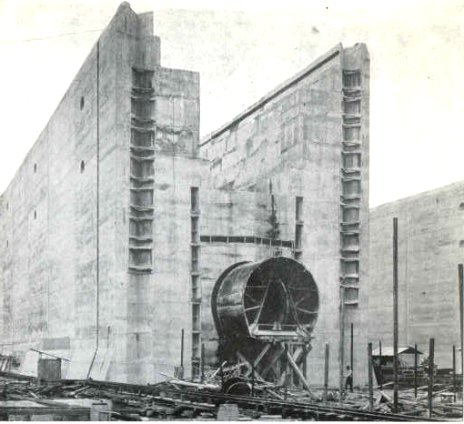
La paret mitjana de Gatún es tanca, durant la construcció, l'any 1910. L'home que es troba a sota i a la dreta del clavegueram il·lustra l'escala.
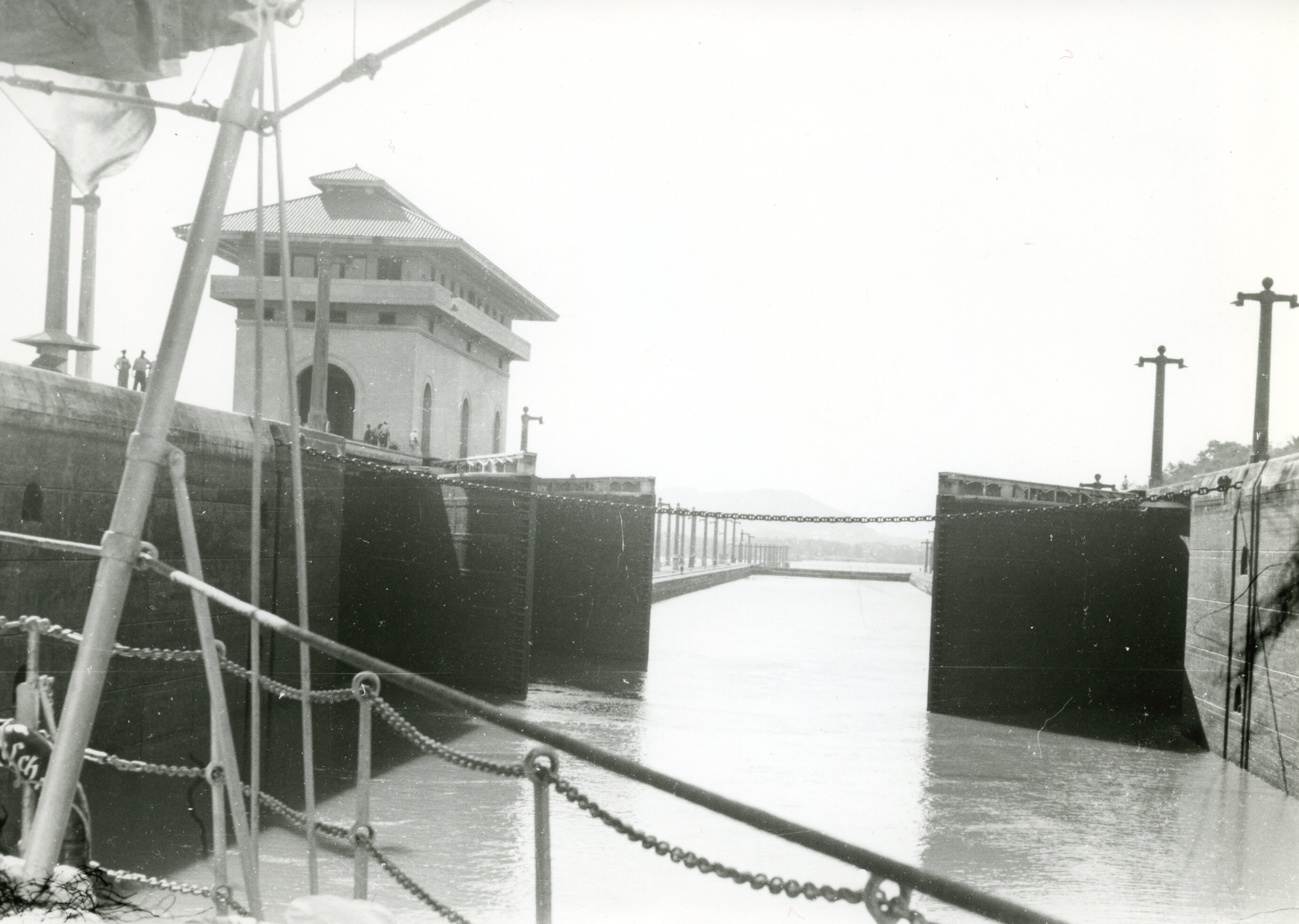
Cadena Fender (vers 1938)
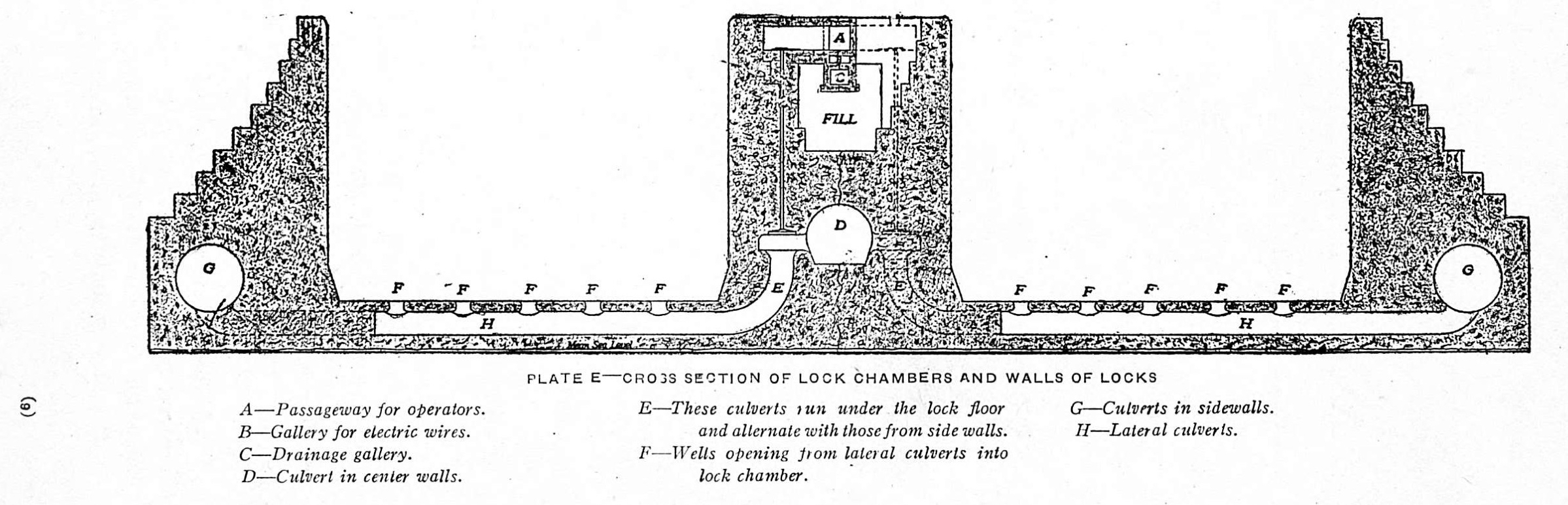
Secció transversal de les cambres de la resclosa